# Mont-ras
Mont-ras – gmina w Hiszpanii, w prowincji Girona, w Katalonii, o powierzchni 12,3 km². W 2011 roku gmina liczyła 1818 mieszkańców.